# Mesasippus nudus
Mesasippus nudus är en insektsart som först beskrevs av Umnov 1931.  Mesasippus nudus ingår i släktet Mesasippus och familjen gräshoppor. Inga underarter finns listade i Catalogue of Life.